# Psittacosauridae
Famille

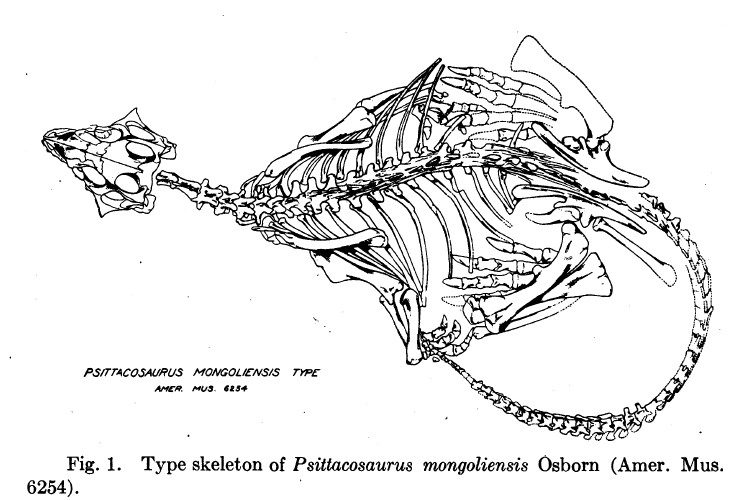
Squelette type de Psittacosaurus mongoliensis.

Les Psittacosauridae (psittacosauridés en français, signifiant « lézards perroquets ») sont une famille fossile de dinosaures cératopsiens du Crétacé inférieur.
Ils vécurent en Asie, principalement en Chine et en Mongolie. La caractéristique principale de cette famille consiste en un bec fort semblable à celui des perroquets actuels. Ce bec, la tête carrée et de façon plus importante, la présence d'un os rostral au bout du bec incitèrent les scientifiques à repositionner cette famille des ornithopodes vers les cératopsiens.

## Liste des genres
Selon GBIF (14 juin 2025) :
- † Hongshanosaurus You, Xu & Wang, 2003
- † Psittacosaurus Osborn, 1923 - qui a donné son nom à la famille
- † Stenopelix Meyer, 1857
- † Xuanhuasaurus Zhao, 1985

## Systématique
Le nom valide de ce taxon est Psittacosauridae Osborn, 1923.
Psittacosauridae a pour synonymes :
- Protiguanodontidae
- Stenopelixidae
- Stenopelyxidae